# Angolszász jogrendszer
Az Egyesült Királyság, az Amerikai Egyesült Államok, valamint a Nemzetközösség tagjainak szokásjogon alapuló jogrendszerére az ún. esetjog (precedensek) túlsúlya jellemző, ma már nem az írott joggal szemben, de a kontinentális jogrendszernél jelentősebb mértékben.

## Kialakulása
A szokásjog (angolul Common law) alapú angolszász jogrendszer előbb Angliában alakult ki, majd innen került át a gyarmatokra. A helyi szokásjogot II. Henrik angol király egységesítette, országos szintre emelte, továbbá létrehozta az esküdtszékeket (1154).
A XV. századtól a felek méltányossági (equity) alapon a királyhoz fordulhattak, ha úgy érezték, hogy az esküdtszék a szokásjog alapján számukra kedvezőtlen döntést hozott. A szokásjog és a méltányosság intézménye évszázadokon át párhuzamosan fejlődött, csak a XIX. századi törvényekben dolgozták össze őket egy rendszerré.
Angliában a jog harmadik elemét a törvények (statutory law) alkották. Ezeket korábban az uralkodók hozták meg, a parlamentarizmus kialakulását követően pedig a parlament által felterjesztett kész törvényjavaslatokat fogadta el az uralkodó.
Az Amerikai Egyesült Államok jogrendszere az angoléhoz hasonló, de az USA rendelkezik írott alkotmánnyal, melyre a bíróság előtt közvetlenül lehet hivatkozni.
Az USA egyes tagállamainak jogszabályai eltérnek egymástól (pl. Kaliforniában spanyol, New York államban holland, Louisianában francia hatás érzékelhető).